# HD 69302
HD 69302 è una stella bianco-azzurra nella sequenza principale di magnitudine 5,83 situata nella costellazione delle Vele. Dista 903 anni luce dal sistema solare.

## Osservazione
Si tratta di una stella situata nell'emisfero celeste australe. La sua posizione moderatamente australe fa sì che questa stella sia osservabile specialmente dall'emisfero sud, in cui si mostra alta nel cielo nella fascia temperata; dall'emisfero boreale la sua osservazione risulta invece più penalizzata, specialmente al di fuori della sua fascia tropicale. La sua magnitudine pari a 5,8 la pone al limite della visibilità ad occhio nudo, pertanto per essere osservata senza l'ausilio di strumenti occorre un cielo limpido e possibilmente senza Luna.
Il periodo migliore per la sua osservazione nel cielo serale ricade nei mesi compresi fra dicembre e maggio; nell'emisfero sud è visibile anche all'inizio dell'inverno, grazie alla declinazione australe della stella, mentre nell'emisfero nord può essere osservata limitatamente durante i mesi della tarda estate boreale.

## Caratteristiche fisiche
La stella è una bianco-azzurra nella sequenza principale; possiede una magnitudine assoluta di -1,38 e la sua velocità radiale positiva indica che la stella si sta allontanando dal sistema solare.

## Sistema stellare
HD 69302 è un sistema multiplo formato da 3 componenti. La componente principale A è una stella di magnitudine 5,83. La componente B è di magnitudine 7,8, separata da 0,4 secondi d'arco da A e con angolo di posizione di 293 gradi. La componente C è una ipergigante arancione di magnitudine 9,0, separata da 32,4 secondi d'arco da A e con angolo di posizione di 250 gradi.